# Kapitulációs szerződés
A kapitulációs szerződés (leegyszerűsítve: kapituláció) a nemzetközi jogban egykor az államközi kapcsolatokat szabályozó olyan szerződést jelentett, amely szerint az egyik állam megengedi, hogy a szerződő állam polgáraira ne a fogadó ország törvényei, hanem a saját országuk törvényei vonatkozzanak, és ezeket a saját államuk tisztségviselője, a konzul érvényesítse. A legismertebb kapitulációkat az Oszmán Birodalom kötötte olyan országokkal, mint Franciaország vagy a Nagy-Britannia, akiknek a kereskedői a kapitulációk által kivételes jogokat és elbánást kaptak az Oszmán Birodalomban. A kapitulációs szerződéseket a fogadó állam részéről eleinte az is elősegítette, hogy ők gyakran alacsonyabb rendűnek tartották a más vallású idegeneket és könnyen hozzájárultak ahhoz, hogy ügyeiket intézzék maguk között. Később a kapituláció értelme némileg módosult, amikor az európai országok katonai nyomás segítségével kötöttek hasonló egyenlőtlen szerződéseket Kínával és más országokkal.
Napjainkban már egyetlen érintett államnak sincs kapitulációs szerződése más állammal.

## Története
A korábbi szemlélet szerint az egyes országok állampolgársága túlságosan is értékes volt ahhoz, hogy azt kiterjesszék az ott élő külföldiekre is, így a külföldön élők jogait az anyaállam hivatott biztosítani saját jogrendszere és konzuli szolgálata által. Különösképpen igaz volt ez olyan esetekben, amikor keresztény értékrendű államok polgárai éltek nem keresztény értékrendű országban. 
Hasonló szerződésekre a kilencedik századból is találunk példát, amikor Hárún ar-Rasíd a frankok számára biztosított kivételes jogokat. Jóval előbb, időszámításunk előtt a 13. században a föníciaiak élveztek kivételes jogokat Memphiszben.
Az 1536-ban I. Ferenc francia király és I. Szulejmán szultán között létrejött szerződés lett a későbbi kapitulációk mintája. A kapituláció szerint a francia kereskedőket mind a polgári, mind a büntetőtörvénykezésben francia törvények szerint ítélték meg, személyes és vallási szabadsággal rendelkeztek az Oszmán Birodalom területén. A 18. század folyamán már szinte minden nagyobb európai hatalom rendelkezett kapitulációval az Oszmán Birodalomban, a 19. században pedig az Amerikai Egyesült Államok és Belgium is csatlakozott.
A 17–19. században a kapituláció gyakorlata egyre elterjedtebbé vált, már nem csak az oszmánokkal, hanem tulajdonképpen minden olyan országgal szemben, ahová a nyugati befolyást megpróbálták kiterjeszteni. A kapituláció gyakorlata egyoldalú volt, a nagy európai nemzetek megkövetelték az ázsiai országoktól a jogokat állampolgáraik számára, de az ázsiai lakosok nem részesültek hasonló elbánásban, ha európai országba léptek.
A kapitulációk rendszere a Távol-Kelet egyes országaiban összefüggött az úgynevezett koncessziók, koncessziós települések rendszerével. A kapituláció által biztosított jogokat a nyugati állampolgárok általában csak ezeken a a területeken belül élvezhették.
A kapitulációkat kihasználva az európai nemzetek bankokat, cégeket hoztak létre a fogadó országban, amelyek a kapituláció értelmében az anyaországuk igazgatása alá estek, így mentesek voltak a helyi adóktól. A kapitulációk a korrupciót is elősegítették, mert a kapituláció hatásköre részben kiterjedt a külföldiek által alkalmazott helyiekre is, akik így a külföldi méltóságok és kereskedelmi társaságok bábjaiként befolyásolni tudták a helyi politikai életet is.
Az Osztrák–Magyar Monarchiának is sok országban voltak kapitulációs jogai, így Törökországban, Egyiptomban, Bulgáriában, Szerbiában, Bosznia-Hercegovinában, Marokkóban, Perzsiában, Sziámban, Japánban, Kínában, Zanzibárban, Koreában és Tuniszban. Az 1917-es októberi orosz forradalom után azonban az új szovjet állam eltörölte a cári Oroszország korábbi egyenlőtlen szerződéseit a gyengébb országokkal, és emiatt a rendszer fokozatosan tarthatatlanná vált a többi nagyhatalom számára is. 1919-től kezdve a legtöbb állam lemondott a kapitulációkról, Törökországban a lausanne-i békeszerződés vetett véget a gyakorlatnak, míg Nagy-Britannia és az Amerikai Egyesült Államok csak 1943-ban mondott le végleg a Kínával kötött kapitulációkról.